# Пеньковское сельское поселение (Тверская область)
Пенько́вское се́льское поселе́ние — упразднённое муниципальное образование в составе Спировского района Тверской области России.

На территории поселения находились 38 населённых пунктов. Центр поселения — деревня Пеньково.

Образовано в 2005 году, включило в себя территории Городецкого, Пеньковского и Новоободовского сельских округов.
Законом Тверской области от 5 апреля 2021 года № 19-ЗО к 17 апреля 2021 года было упразднено в связи с преобразованием Спировского муниципального района в муниципальный округ.

## Географические данные
- Общая площадь: 520,4 км².
- Нахождение: центральная часть Спировского района.
  - Граничило:
    - на севере — с Вышневолоцким районом, Дятловское СП и Овсищенское СП,
    - на востоке — с Козловским СП и Краснознаменским СП,
    - на юго-востоке — с Лихославльским районом, Барановское СП,
    - на юго-западе — с Торжокским районом, Большепетровское СП и Будовское СП,
    - на западе — с Выдропужским СП.

Основные реки — Большая и Малая Тигма, на севере поселения истоки рек Медведица и Съюча.

Поселение пересекает Октябрьская железная дорога (главный ход Москва — Санкт-Петербург).

## Население
На 01.01.2008 — 2577 человек.

## Населенные пункты
На территории поселения находились следующие населённые пункты:
| №  | Тип нп | Название        | Население (2008 год) |
| -- | ------ | --------------- | -------------------- |
| 1  | дер.   | Горбуново       | 30                   |
| 2  | дер.   | Зыбуново        | 24                   |
| 3  | дер.   | Калягино        | 4                    |
| 4  | дер.   | Катиха          | 5                    |
| 5  | дер.   | Козлово         | 27                   |
| 6  | дер.   | Красноармеец    | 43                   |
| 7  | пос.   | Любинка         | 103                  |
| 8  | дер.   | Мошково         | 51                   |
| 9  | дер.   | Новое Лукино    | 23                   |
| 10 | дер.   | Пеньково        | 458                  |
| 11 | дер.   | Реброво         | 57                   |
| 12 | дер.   | Скоморохово     | 38                   |
| 13 | дер.   | Спирово         | 606                  |
| 14 | дер.   | Большое Петрово | 26                   |
| 15 | дер.   | Будилово        | 25                   |
| 16 | дер.   | Головино        | 1                    |
| 17 | дер.   | Городок         | 256                  |
| 18 | дер.   | Дупле           | 23                   |
| 19 | дер.   | Казиха          | 41                   |
| 20 | дер.   | Козленево       | 5                    |
| 21 | дер.   | Косково         | 0                    |
| 22 | дер.   | Наумково        | 4                    |
| 23 | дер.   | Наумково        | 8                    |
| 24 | дер.   | Олехново        | 24                   |
| 25 | дер.   | Песчаница       | 9                    |
| 27 | дер.   | Телепнево       | 7                    |
| 28 | дер.   | Тупики          | 12                   |
| 29 | дер.   | Фалино          | 1                    |
| 30 | дер.   | Ворожебкино     | 1                    |
| 31 | дер.   | Климово         | 12                   |
| 32 | пос.   | Левошинка       | 63                   |
| 33 | пос.   | Новое Ободово   | 349                  |
| 34 | село   | Ободово         | 74                   |
| 35 | пос.   | Ольховка        | 3                    |
| 36 | дер.   | Перхово         | 9                    |
| 37 | село   | Селище-Хвошня   | 149                  |
| 38 | дер.   | Язвище          | 6                    |

### Бывшие населенные пункты
В 2000 году исключён из учётных данных посёлок Березка.

Ранее исчезли деревни: Высочка, Головчиха, Крутцы, Трубачиха, Смелово, Храброво, Фишково и другие.

Деревни Альфимово, Карабиха и посёлок Новоребровский присоединены к пгт Спирово.

Деревня Алексеевское присоединена к деревне Мошково.

## История
В середине XIX-начале XX века деревни поселения относились к Домославской, Песчаницкой и Осеченской волостям Вышневолоцкого уезда и Васильевской и Климовской волостям Новоторжского уезда.

После ликвидации губерний в 1929 году территория входила:
- в 1929—1935 гг. в Московскую область, Спировский район,
- в 1935—1963 гг. в Калининскую область, Спировский район,
- в 1963—1965 гг. в Калининскую область, Вышневолоцкий район,
- в 1965—1990 гг. в Калининскую область, Спировский район,
- с 1990 в Тверскую область, Спировский район.

## Известные люди
В деревне Горбуново родился Герой Советского Союза Иван Петрович Антонов.

 В деревне Козлово родился Герой Советского Союза Анатолий Иванович Синьков.